# Karahallı
Karahallı là một huyện thuộc tỉnh Uşak, Thổ Nhĩ Kỳ. Huyện có diện tích 337 km² và dân số thời điểm năm 2007 là 12614 người, mật độ 37 người/km².